# Филимоненков, Василий Васильевич

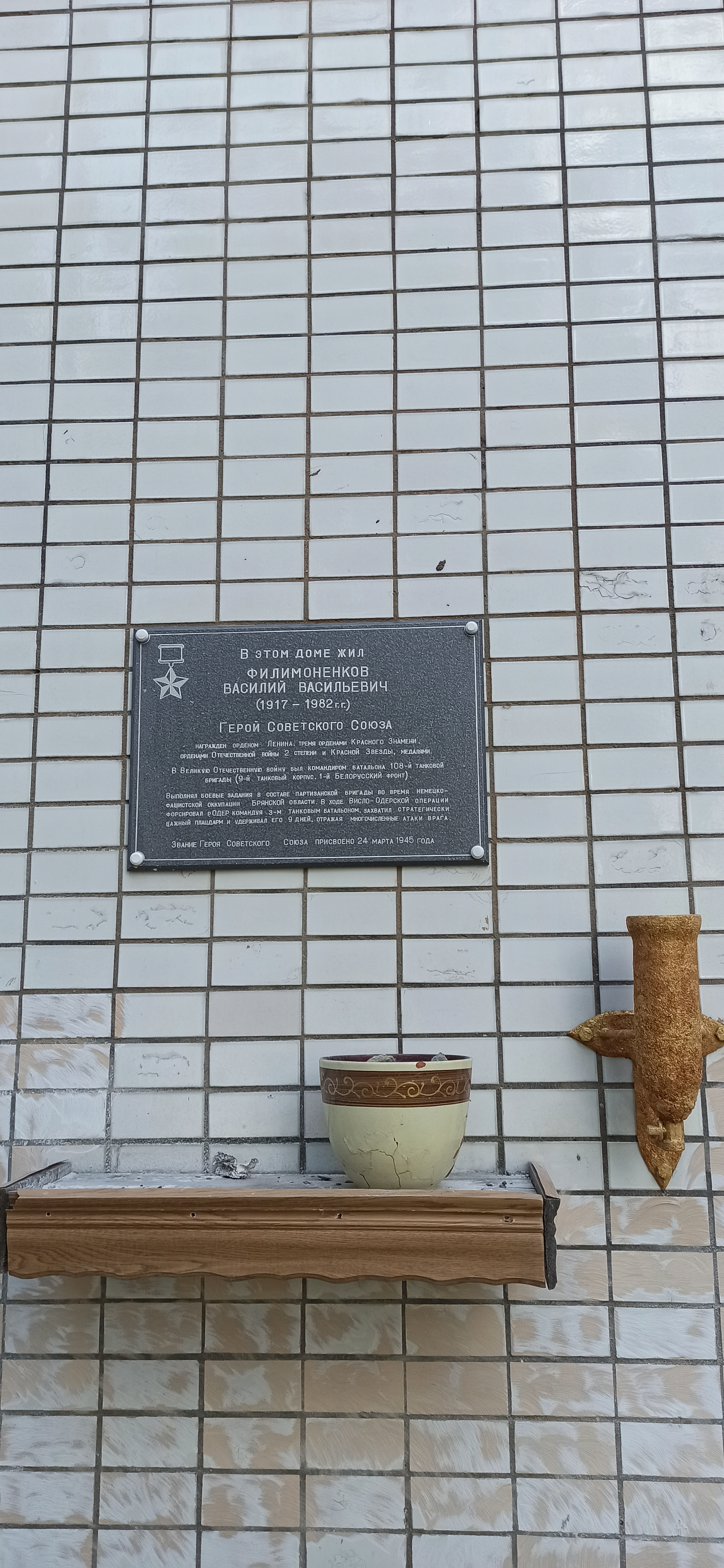
Памятная табличка в честь Филимоненкова Василия Васильевича на доме по адресу Знаменская, 8 в Москве

Василий Васильевич Филимоненков (1917—1982) — полковник Советской Армии, участник Великой Отечественной войны, Герой Советского Союза (1945).

## Биография
Василий Филимоненков родился 1 октября 1917 года на хуторе Лутовиновка (ныне — Рогнединский район Брянской области). После окончания семи классов школы и школы фабрично-заводского ученичества проживал и работал в Брянске. В 1937 году Филимоненков был призван на службу в Рабоче-крестьянскую Красную Армию. В 1939 году он окончил курсы младших лейтенантов. Участвовал в боях советско-финской войны. С начала Великой Отечественной войны — на её фронтах. В 1944 году окончил курсы усовершенствования офицерского состава.
К январю 1945 года майор Василий Филимоненков командовал 3-м отдельным танковым батальоном 108-й танковой бригады 9-го танкового корпуса 1-го Белорусского фронта. Отличился во время освобождения Польши. 14-19 января 1945 года батальон Филимоненкова во время боёв на окраине Лодзи нанёс противнику большие потери в боевой техники и живой силе. 29 января 1945 года он в числе первых вошёл в город Сулехув, а на следующий день переправился через Одер и захватил плацдарм на его западном берегу, отразив большое количество немецких контратак.
Указом Президиума Верховного Совета СССР от 24 марта 1945 года майор Василий Филимоненков был удостоен высокого звания Героя Советского Союза с вручением ордена Ленина и медали «Золотая Звезда».
После окончания войны Филимоненков продолжил службу в Советской Армии. В 1952 году он окончил курсы усовершенствования офицерского состава, в 1958 году — Высшие академические курсы при Военной академии Генерального штаба. В 1965 году в звании полковника Филимоненков был уволен в запас. Проживал и работал в Москве.
Скончался 3 июля 1982 года. Похоронен на Введенском кладбище (30 уч.).
Был также награждён тремя орденами Красного Знамени, орденами Отечественной войны 2-й степени и Красной Звезды, рядом медалей.

## Память
7 мая 2014 года на стене жилого дома № 8 по Знаменской улице, где жил Филимоненков, была установлена памятная доска.